# تفاهم هسته‌ای لوزان

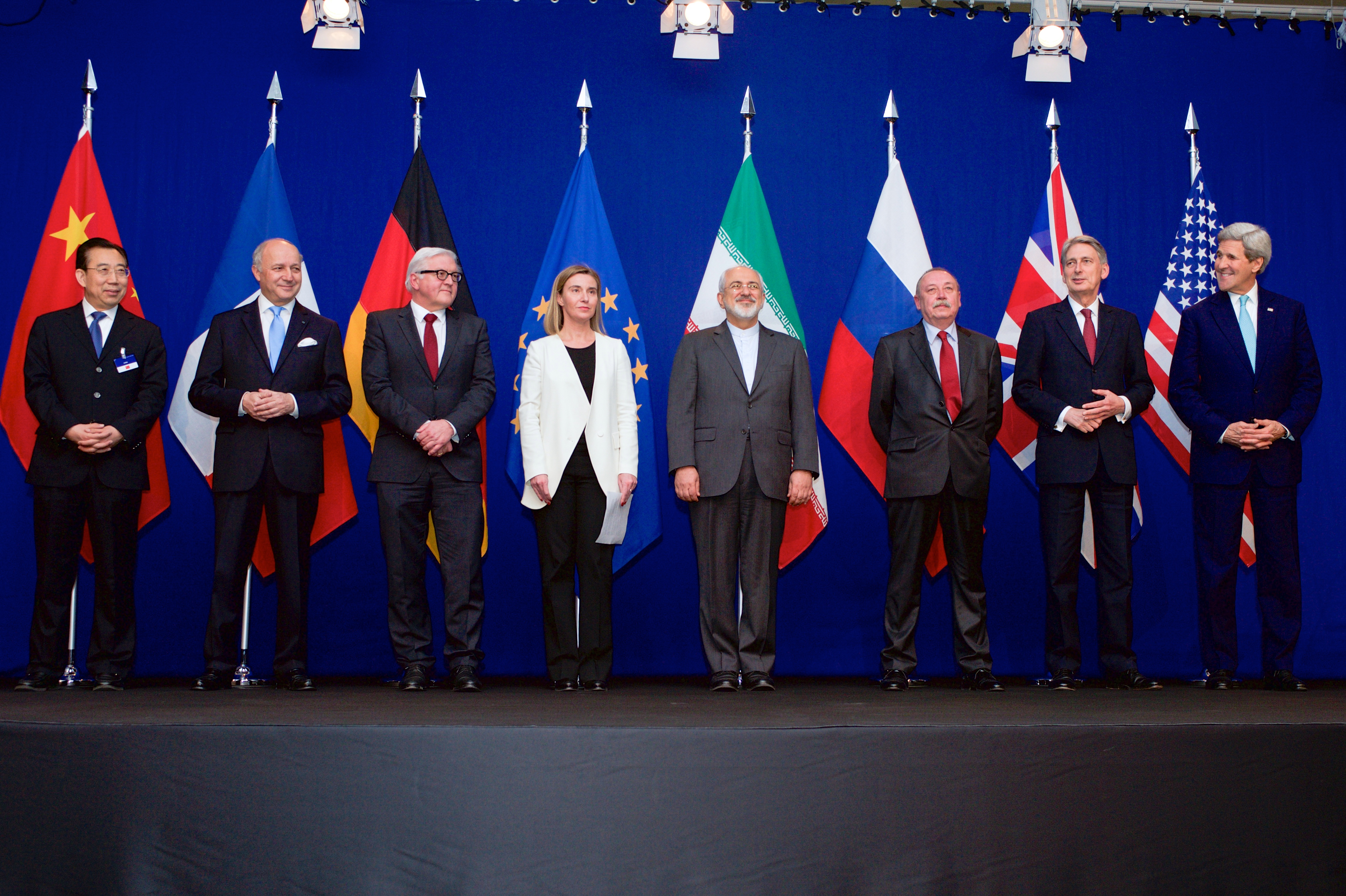
از راست به چپ جان کری، فیلیپ هموند، دیپلمات روسی، محمدجواد ظریف، فدریکا موگرینی، فرانک والتر اشتاین‌مایر، لوران فابیوس و دیپلمات چینی پیش از قرائت تفاهم هسته‌ای لوزان

بیانیهٔ سوئیس دربارهٔ راه حل‌های لازم جهت نیل به برنامه جامع اقدام مشترک (به انگلیسی: Switzerland statement on solutions on key parameters of a Joint Comprehensive Plan of Action) یا تفاهم هسته‌ای سوئیس که به تفاهم هسته‌ای لوزان نیز معروف است، بیانیه‌ای شامل خلاصه‌ای از مجموع راه‌حل‌های تفاهم‌شده برای رسیدن به برنامه‌ی جامع اقدام مشترک پیرامون برنامه‌ی هسته‌ای ایران تا ضرب‌الاجل ۱۰ تیر ۱۳۹۴ است که پس از دو دور مذاکره در بازه‌ی زمانی ۲۵ اسفند ۱۳۹۳ تا ۱۳ فروردین ۱۳۹۴ در ۱۳ فروردین ۱۳۹۴ (برابر با ۳ آوریل ۲۰۱۵) میان ایران و گروه ۱+۵ در لوزان سوئیس منعقد شده و در دانشگاه پلی‌تکنیک فدرال لوزان با حضور محمدجواد ظریف، وزیر امور خارجه‌ی ایران و فدریکا موگرینی، نماینده‌ی عالی اتحادیه‌ی اروپا در سیاست خارجی و امور امنیتی قرائت شد.
مجموعه متضمن این راه حل‌ها جنبه حقوقی نداشته و صرفاً راهنمای مفهومی تنظیم و نگارش برنامه جامع اقدام مشترک را فراهم خواهد ساخت. بر این اساس تدوین برنامه جامع اقدام مشترک با مبنا قرار دادن این راه حل‌ها در آینده نزدیک آغاز خواهد گردید.

## مفاد تفاهم

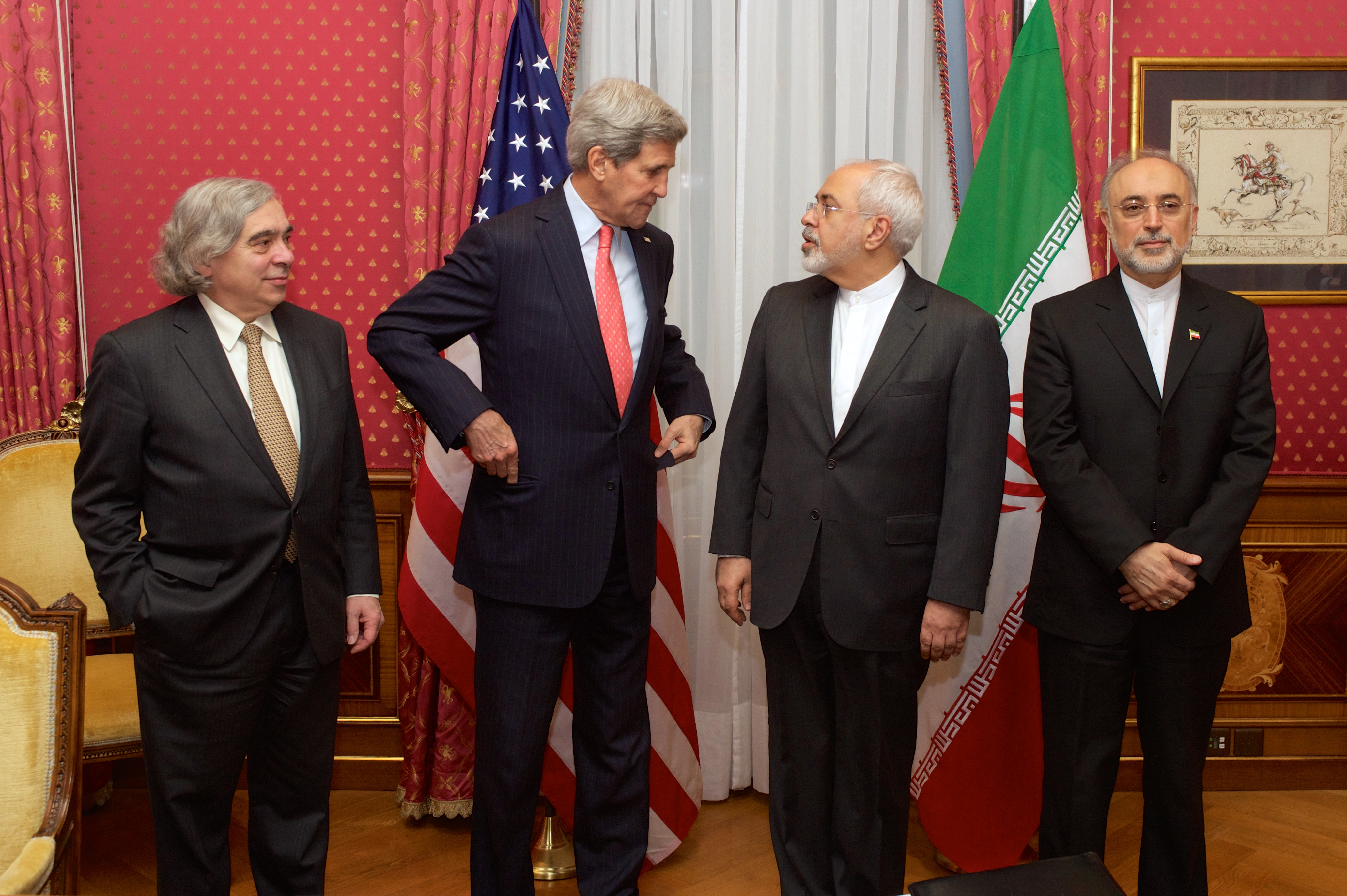
از راست: علی اکبر صالحی، جواد ظریف، جان کری و ارنست مونیز در مذاکرات لوزان

تداوم برنامه هسته‌ای از جمله غنی سازی
در چارچوب راه حل‌های موجود، هیچ‌یک از تأسیسات و فعالیت‌های مرتبط هسته‌ای متوقف، تعطیل یا تعلیق نمی‌شود و فعالیت‌های هسته‌ای ایران در تمامی تأسیسات هسته‌ای از جمله نطنز، فردو، اصفهان و اراک ادامه خواهد یافت.
این راه حل‌های جامع، ادامه برنامه غنی‌سازی در داخل کشور را تضمین می‌کند و بر این اساس جمهوری اسلامی ایران قادر خواهد بود مطابق مفاد برنامه جامع اقدام مشترک تولید صنعتی سوخت هسته‌ای خود را برای تأمین سوخت نیروگاه‌های هسته‌ای ادامه دهد.
بر اساس راه حل به دست آمده، دوره زمانی برنامه جامع اقدام مشترک در خصوص برنامه غنی‌سازی ایران ده ساله خواهد بود. در طول این مدت، تعداد بیش از پنج هزار ماشین سانتریفیوژ در نطنز به تولید مواد غنی شده در سطح ۳/۶۷ درصد ادامه خواهند داد. ماشین‌های اضافه بر این تعداد و زیرساخت‌های مرتبط با آن‌ها جهت جایگزینی با ماشین‌هایی که در طول این زمان آسیب می‌بینند جمع‌آوری و تحت نظارت آژانس نگهداری خواهد شد. همچنین ایران قادر خواهد بود ذخایر موجود مواد غنی شده خود را برای تولید مجتمع سوخت هسته‌ای یا صادرات آن‌ها به بازارهای بین‌المللی در قبال خرید اورانیوم اختصاص دهد.
براساس راه حل‌های به دست آمده ایران برنامه تحقیق و توسعه خود را بر روی ماشین‌های پیشرفته ادامه خواهد داد و مراحل آغاز و تکمیل فرایند تحقیق و توسعه سانتریفیوژهای IR-4، IR-5 ،6IR- و IR-8 را در طول دوره زمانی ده ساله برنامه جامع اقدام مشترک ادامه خواهد داد.
تأسیسات فردو
بر اساس راه حل‌های بدست آمده تأسیسات هسته‌ای فردو به مرکز تحقیقات هسته‌ای و فیزیک پیشرفته تبدیل خواهد شد. بیش از هزار ماشین سانتریفیوژ و تمامی زیرساخت آن‌ها در فردو حفظ و نگهداری خواهند شد که از این میان دو آبشار سانتریفیوژ در چرخش خواهند بود. همچنین نیمی از تأسیسات فردو با همکاری برخی از کشورهای (۱+۵) به انجام تحقیقات پیشرفته هسته‌ای و تولید ایزوتوپ‌های پایدار که مصارف مهمی در صنعت، کشاورزی و پزشکی دارد، اختصاص پیدا می‌کند.
رآکتور تحقیقاتی آب سنگین اراک
مطابق راه حل‌های موجود؛ راکتور تحقیقاتی اراک، آب سنگین باقی خواهد ماند و با انجام بازطراحی ارتقاء یافته و روزآمد خواهد شد. در باز طراحی رآکتور ضمن کاهش میزان تولیدی پلوتونیوم، کارایی رآکتور اراک به میزان قابل توجهی افزایش پیدا خواهد کرد. بازطراحی رآکتور اراک در چارچوب یک برنامه زمان‌بندی مشخص و در قالب یک پروژه بین‌المللی مشترک تحت مدیریت ایران آغاز و پس از آن بلافاصله ساخت آن شروع و در چارچوب یک برنامه زمان‌بندی تکمیل خواهد شد. تولید سوخت رآکتور اراک و اعطای گواهی بین‌المللی سوخت رآکتور از جمله موارد این همکاری‌های بین‌المللی خواهد بود. از طرف دیگر، کارخانه تولید آب سنگین نیز مانند قبل به کار خود ادامه خواهد داد.
پروتکل الحاقی
ایران در جهت شفافیت و اعتمادسازی به صورت داوطلبانه پروتکل الحاقی را به صورت موقت اجرا نموده و در ادامه فرایند تصویب این پروتکل طبق یک جدول زمانی در چارچوب اختیارات رئیس‌جمهور و مجلس شورای اسلامی به تصویب خواهد رسید.
لغو تحریم‌ها
براساس راه حل‌های بدست آمده، پس از اجرایی شدن برنامه جامع اقدام مشترک، تمامی قطعنامه‌های شورای امنیت لغو خواهد شد و همه تحریم‌های اقتصادی و مالی چند جانبه اروپا و یکجانبه آمریکا از جمله تحریم‌های مالی، بانکی، بیمه، سرمایه‌گذاری و تمامی خدمات مرتبط با آن‌ها در حوزه‌های مختلف از جمله نفت، گاز، پتروشیمی و خودروسازی فوراً لغو خواهند شد. همچنین تحریم‌ها علیه اشخاص حقیقی و حقوقی، سازمان‌ها، نهادهای دولتی و خصوصی تحت تحریم‌های مرتبط هسته‌ای ایران از جمله؛ بانک مرکزی، سایر موسسات مالی و بانکی، سوئیفت، کشتیرانی و هواپیمایی جمهوری اسلامی، کشتیرانی نفت به‌طور همه‌جانبه فوراً برداشته خواهند شد. همچنین کشورهای عضو گروه (۱+۵) متعهد هستند از وضع تحریم‌های جدید در موضوع هسته‌ای خودداری نمایند.
همکاری‌های بین‌المللی
همکاری‌های بین‌المللی هسته‌ای با جمهوری اسلامی ایران از جمله با اعضای ۱+۵ در حوزه ساخت نیروگاه‌های هسته‌ای، رآکتور تحقیقاتی، گداخت هسته‌ای، ایزوتوپ‌های پایدار، ایمنی هسته‌ای، پزشکی و کشاورزی هسته‌ای و ... امکان‌پذیر و ارتقاء پیدا خواهند کرد. بر اساس برنامه جامع اقدام مشترک، دسترسی ایران به بازار جهانی، عرصه‌های تجاری، مالی، دانش فنی و انرژی نیز فراهم خواهد شد.
زمان‌بندی اجرای برنامه جامع اقدام مشترک
با پایان یافتن این مرحله از مذاکرات، تدوین پیش‌نویس برنامه جامع اقدام مشترک تا بازه زمانی ۱۰ تیر در آینده نزدیک آغاز خواهد شد. با نهایی شدن متن، برنامه جامع اقدام مشترک در قالب قطعنامه‌ای در شورای امنیت سازمان ملل متحد مورد تأیید قرار خواهد گرفت. جهت لازم‌الاجرا شدن برنامه جامع اقدام مشترک برای تمامی کشورهای عضو سازمان ملل متحد، این قطعنامه همچون قطعنامه‌هایی که علیه ایران تصویب شده بودند تحت ماده ۴۱ فصل هفتم منشور ملل متحد تصویب خواهد شد تا بتواند قطعنامه‌های قبلی را لغو کند.
طرف‌های برنامه جامع اقدام مشترک پس از تصویب قطعنامه شورای امنیت، به یک دوره زمانی آماده‌سازی برای اجرای برنامه جامع اقدام مشترک نیاز خواهند داشت. پس از طی مرحله آماده‌سازی و هم‌زمان با شروع به اجرای اقدامات هسته‌ای از سوی ایران در یک روز تعیین شده لغو تمامی تحریم‌ها به‌طور خودکار به اجراء در خواهد آمد.
در چارچوب راه حل‌های به دست آمده؛ برای بازگشت‌پذیری متقابل تعهدات مندرج در برنامه جامع اقدام مشترک در صورت نقض تعهدات از سوی هر یک از طرف‌ها سازو کار لازم پیش‌بینی شده‌است.

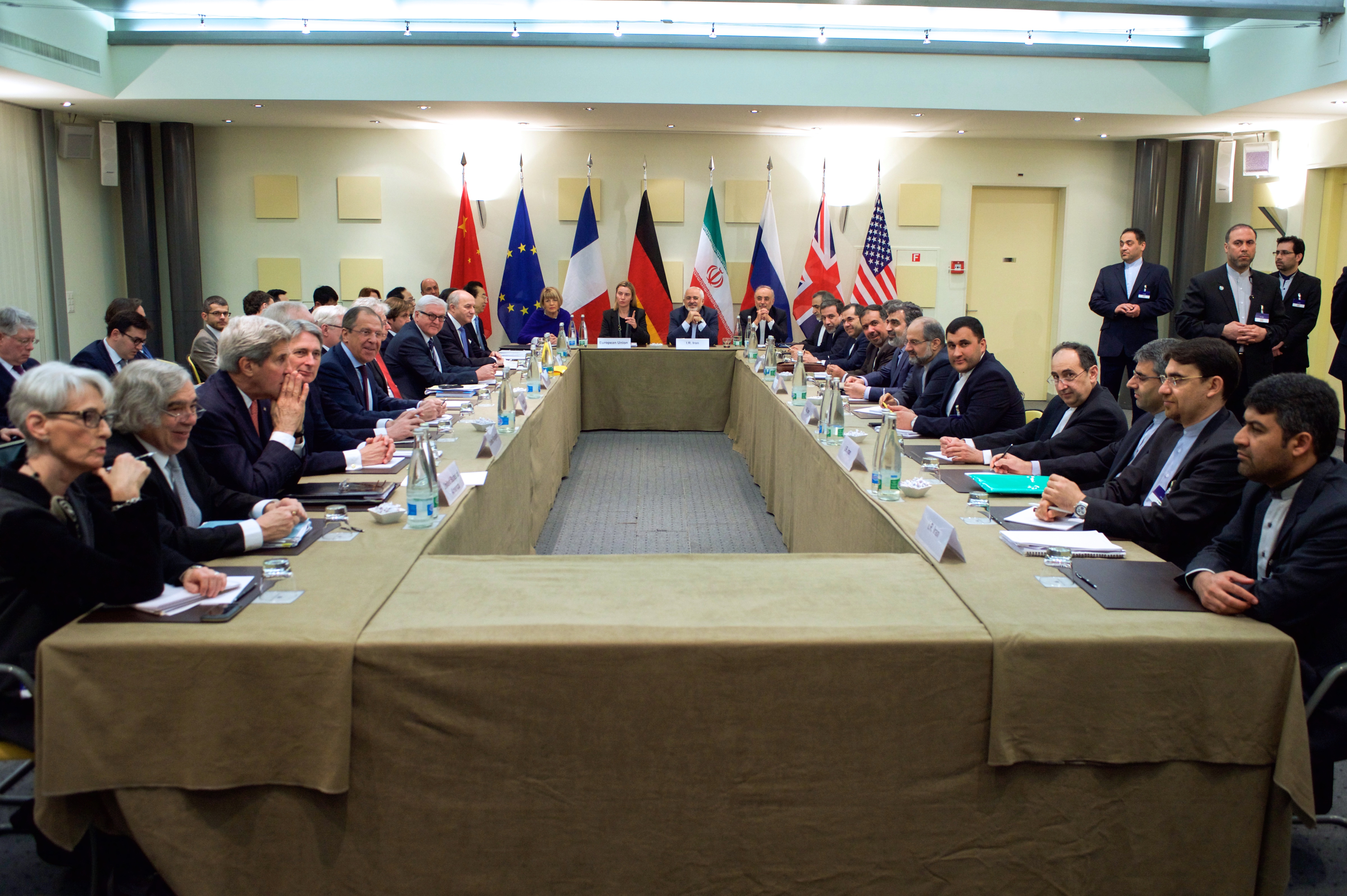
وزرای خارجه ایران و ۱+۵ در مذاکرات هسته‌ای لوزان

## واکنش‌ها

### ممتنع
- سید علی خامنه‌ای، رهبر ایران، در ۲۰ فروردین ۱۳۹۴، در دیدار با جمعی از مداحان، در واکنش به تفاهم هسته‌ای لوزان گفت: «می‌پرسند چرا فلانی (رهبری) دربارهٔ هسته‌ای موضع نگرفته، جایی برای موضع‌گیری وجود نداشته، مسئولین می‌گویند هنوز کاری انجام نشده و چیز الزام آوری نیست... نه موافقم نه مخالف. ممکن است طرف بدعهد مقابل بخواهد در جزئیات، کشور ما را محصور کند؛ اینکه حالا به بنده و دیگران تبریک می‌گویند بی معنیست؛ آنچه تاکنون انجام شده نه اصل توافق و محتوای آن را تضمین می‌کند، نه حتی اینکه مذاکرات تا به آخر برسد.»

### مثبت

#### داخلی
- پس از اعلام تفاهم هسته‌ای بین ایران و ۱+۵، مردم تهران به جشن و پایکوبی در خیابان‌ها پرداخته‌اند. در منطقه ولیعصر و شهرک غرب تعداد زیادی از مردم به خیابان‌ها آمده و به پخش شیرینی و جشن و پایکوبی پرداختند. صبح روز بعد نیز محمد جواد ظریف و تیم مذاکره‌کننده هسته‌ای در میان استقبال جمعی از مردم، وارد تهران شدند.

- حسن روحانی، رئیس جمهوری پس از انعقاد بیانیهٔ تفاهم هسته‌ای لوزان، در ساعات پایانی سیزدهم فروردین، در صفحه توئیتر رئیس‌جمهور ایران نوشت: «اکنون پای تلفن هستم و از محمدجواد ظریف، وزیر خارجه، صالحی رئیس سازمان انرژی اتمی و همه مذاکره‌کنندگانمان به خاطر تلاشهای خستگی ناپذیرشان تشکر کردم». او همچنین در صفحه توییتر خود یادآور شد: «راه حل‌ها بر روی پارامترهای کلیدی به دست آمده‌است. نگارش پیش نویس فوراً آغاز خواهد شد تا سی ژوئن پایان برسد.

- اکبر هاشمی رفسنجانی، رئیس مجمع تشخیص مصلحت نظام با تقدیر از هدایت و حمایت رهبری و دولت تدبیر و امید و تیم مذاکره‌کننده و تبریک این موفقیت به مردم ایران، گفت: «در نظام اسلامی دو سه مقطع خطرناک داشتیم که از پیچ‌های سرنوشت ساز عبور کردیم، البته باید با هوشیاری، توجه داشته باشیم که در سراشیبی بعد از عبور از گردنه‌های خطرناک، دچار خودشیفتگی نشویم.»

- علی لاریجانی، رئیس مجلس شورای اسلامی ضمن مثبت دانستن مذاکرات هسته‌ای و بیانیه مشترک ایران و ۱+۵ در لوزان گفت که اگر نمایندگان ابهامی در خصوص بیانیه صادر شده دارند، ابهام خود را در جلسه مشترک با دولت مطرح کنند تا ابهاماتشان برطرف شود.

- صادق آملی لاریجانی، رئیس قوهٔ قضاییه در جلسه مسئولان عالی قضایی مسئله مهم «کشور و بلکه جهان» را در روزهای اخیر موضوع مذاکرات هسته‌ای لوزان سوئیس دانست و با اعلام حمایت و قدردانی از تیم مذاکره‌کننده هسته‌ای «بویژه وزیر امور خارجه» گفت: «تیم مذاکره‌کننده هسته‌ای کار بسیار دشواری پیش رو داشت و باید از روند طی شده حمایت و تقدیر و تشکر کنیم تا تیم مذاکره‌کننده بتواند در ماههای حساس و سرنوشت ساز پیش رو مسئله هسته‌ای را به سرانجام صحیح برساند البته این حمایت‌ها منافاتی با تلاش برای زدودن ابهامات موجود ندارد. اگر تیم مذاکره‌کننده به همین نحو و با صلابت و استقلال در چارچوبهای تعیین شده نظام و مقام معظم رهبری حرکت و از حقوق هسته‌ای ملت دفاع کنند قطعاً تمام مسئولان نظام و مردم پشت سر آنان خواهند بود و از آن‌ها حمایت می‌کنند.»

- محمد جواد ظریف، وزیر امور خارجه ایران در نشست خبری پس از قرائت بیانیه گفت: چارچوب کلی مورد توافق ما برای برنامه‌هایی که از سوی جمهوری اسلامی انجام خواهد گرفت این است که ما در نطنز با تعدادی سانتریفیوژ کار را ادامه می‌دهیم و متجاوز از ۱۰۰۰ سانتریفیوژ در فردو ادامه کار خواهند داد بدون اینکه به کار غنی‌سازی بپردازند. ممکن است از آن‌ها برای تولید ایزوتوپهای پایدار استفاده شود یا برای سایر استفاده‌های صلح‌آمیز از جمله تحقیق و توسعه در حوزه‌های پیشرفته فیزیک هسته‌ای با همکاری بین‌المللی استفاده خواهد شد. رآکتور اراک، آب سنگین باقی می‌ماند و با توجه به آخرین پیشرفت‌های فناوری بازطراحی خواهیم کرد و در این روند کشورهای مختلف از اعضای ۱+۵ و خارج از آن‌ها همراه با ما حضور خواهند داشت و در پیشرفت فناوری کشورمان کمک خواهند کرد. در حوزه‌های دیگر منجمله تولید سوخت نیروگاهی همکاری‌ها در تولید سوخت ادامه می‌یابد و در ساخت نیروگاه و رآکتور تحقیقاتی همکاری با ایران آغاز خواهد شد. این‌ها حوزه‌هایی است که در گذشته جامعه بین‌المللی در ورود به همکاری با ایران تردید و خودداری داشت. در سایر موارد کلیه تحریم‌هایی که اتحادیه اروپا و آمریکا علیه جمهوری اسلامی ایران برای ادامه برنامه هسته‌ای تعیین کردند لغو خواهد شد. بر اساس روش‌هایی که در حوزه داخلی دارند و من بارها گفته‌ام که ما به تعهد دولت‌ها به عنوان نماینده کشورها در جامعه بین‌المللی توجه و به روش‌های داخلی آن‌ها توجهی نداریم. کلیه قطعنامه‌های شورای امنیت لغو خواهند شد و این دستاوردی بزرگ برای تلاش‌های جمهوری اسلامی و جامعه جهانی است چرا که کمکی به حل مشکلات نمی‌کردند.

- علی اکبر صالحی، رئیس سازمان انرژی اتمی نیز پس از ورود به ایران با اشاره به تلاش‌های محمدجواد ظریف، وزیر امور خارجه ایران در طول مذاکرات، خاطرنشان کرد: «این یک تقدیر الهی بود که در چنین فرصتی، چنین شخصیتی در رأس دستگاه دیپلماسی کشور باشد و با همت خود و استفاده از تجارب گذشته به زیبایی ملت را از گردنه‌های موجود عبور دهد.»

- آیت الله امامی کاشانی، خطیب جمعه تهران، در خطبه‌های نماز جمعه گفت: «تیم مذاکره‌کننده هسته‌ای در سایه حمایت ولایت فقیه توانست در این مذاکرات پیروز باشد. تیم مذاکره‌کننده براساس فرموده رهبری و بر اساس نرمش قهرمانانه عمل کرد. باید به ظریف تبریک گفت. تیم مذاکره‌کننده هسته‌ای براساس فرموده رهبری عمل کرد. ظریف و تیمش پیروز شدند»

- حسن فیروزآبادی، رئیس ستاد کل نیروهای مسلح طی پیام تبریکی به علی خامنه‌ای، فرماندهی کل قوا تأکید کرد: «با استمرار رهنمودهای آن رهبر عظیم‌الشان مراحل آتی مذاکرات نیز در مسیر سلامت و صلاح دولت و ملت تداوم خواهد یافت.»

- محمدعلی جعفری، فرماندهٔ سپاه پاسداران انقلاب اسلامی ضمن حمایت از تفاهم هسته‌ای لوزان گفت: «تیم مذاکره‌کننده ایران تاکنون توانسته است در جبهه دیپلماتیک به گونه‌ای شایسته از حقوق ایرانی‌ها دفاع کند. سپاه پاسداران انقلاب اسلامی ایران از تلاش‌های صادقانه آن‌ها در حفظ خطوط قرمز در مذاکرات هسته‌ای اخیر قدردانی می‌کند.»

- محمد نهاوندیان، رئیس دفتر رئیس جمهور، در سخنرانی پیش از خطبه نماز جمعه تهران گفت: «به مرحله‌ای رسیده‌ایم که دیگر کسی که ایران غنی‌سازی نداشته باشد یا ایران حق ندارد چرخه کامل سوخت داشته باشد، نمی‌زند و کسی جرات تخطئه توانایی ملت ایران را نداشته و با زبان تحریم با ملت ایران سخن نمی‌گوید.» نهاوندیان با تأکید بر لزوم هوشیاری ملت ایران در این مرحله گفت: «کسانی در دنیا هستند که در این زمینه خدعه کنند که از جمله این خدعه‌ها این است که در این موضوع که مسئله امنیت ملی ما شده‌است در صفوف منسجم ملت جدایی ایجاد کنند؛ این موضوع مسئله‌ای نیست که کسی بخواهد در آن تشتت ایجاد کند. دوستان از این بیانیه خوشحالند و دشمنان از آن ناراحتند.»

- علی مطهری، نماینده مردم تهران در مجلس شورای اسلامی تفاهم نامه لوزان را در راستای اعتلای نظام اسلامی دانست و گفت: «انقلاب اسلامی با تفاهم لوزان، وارد مرحله جدیدی شد.»

- سید مهدی طباطبایی، استاد اخلاق و نماینده سابق مجلس شورای اسلامی، ضمن حمایت از تفاهم هسته‌ای لوزان با بیان اینکه منتقدان عجول و کم تجربه هستند، گفت: «البته اینها بیم دارند از اینکه مسئله هسته‌ای به سرانجام برسد و شرمنده موضع گیری‌های قبلی شان شوند، از صحبت‌های برخی از این افراد هم مشخص است که دنبال این هستند که گذشته‌شان رو نشود. البته من نمی‌گویم کسی نقد نکند اما با همدلی، دوستی و کارشناسانه نقد کنند تا مشکلات هم حل شود. فرق بین حکیم و غیرحکیم در همین نوع موضع گیری‌ها مشخص می‌شود.»

- یدالله جوانی، مشاور نماینده ولی فقیه در سپاه پاسداران نیز در این باره نوشته است: «براساس آنچه در بیانیه مشترک، اظهارات مسئولان کشورمان و بیانیه کاخ سفید آمده، بیش از پنج هزار سانتریفیوژ در نطنز به غنی‌سازی ادامه خواهد داد. این عبارت به این معناست که شش قدرت جهانی اساس غنی‌سازی در خاک ایران را پذیرفته‌اند. اگر به یک دهه پیش برگردیم، هیچ‌یک از قدرت‌های جهانی و به‌ویژه آمریکایی‌ها و متحدان اروپایی آنها، تحت هیچ شرایطی حاضر به پذیرش چنین حقی برای ملت ایران نبودند. این دستاورد بزرگی برای ملت ایران و نظام جمهوری اسلامی است که پس از یک دهه مقاومت و ایستادگی در برابر زیاده‌خواهی‌های چند کشور بزرگ به‌دست آمده‌است.

- حسین مرعشی، عضو حزب کارگزاران سازندگی و فعال سیاسی اصلاح طلب ضمن تبریک دستیابی ایران و پنج کشور جهان به مقام معظم رهبری و دولت و ملت ایران، خاطرنشان کرد: محمدجواد ظریف و تیم او کار بزرگی را برای کشور انجام دادند. این اقدام دولت روحانی و ظریف را از لحاظ تاریخی می‌توان با اقدام دولت مصدق در ملی کردن صنعت نفت، یا حتی کار شاه عباس در نجات بندرعباس مقایسه کرد. او همچنین گفت: امیدواریم آحاد مردم حتی دلواپسان، قدر تدابیر عالی رهبری، شجاعت و اقدامات مؤثر رئیس جمهور و قدر کار کارشناسی طاقت فرسای ظریف و همکارانش را بدانند تا در سال همدلی دولت و ملت در ادامه این گام مهم گام‌های بلندی برای شکوفایی اقتصادی و رفع فقر و ایجاد رفاه مردمی که سال‌ها جان فشانی و ایستادگی کردند، برداشته شود.

- صادق خرازی، عضو حزب ندای ایرانیان وفعال سیاسی اصلاح طلب در واکنش به این تفاهم گفت: «اگر ظریف اهل یک کشور دیگر بود شانس این را داشت که دبیرکل سازمان ملل شود.»

- داود هرمیداس باوند، استاد حقوق بین‌الملل و روابط بین‌الملل گفت: «تفاهم‌نامه لوزان با توجه به خط مشی دولت قبل به نفع مصالح و منافع مملکت است ... مخالفان تفاهم‌نامه بر اساس منافع جناحی خود عمل می‌کنند.»

- محمد دهقان، نماینده و عضو هیئت رئیسه مجلس شورای اسلامی گفت: «تیم مذاکره‌کننده حاضر نشدند باج دهند زیرا عزت ملی و منافع ملت خواست مردم است که هر دو را با همدیگر می‌خواهند و مردم استدلال منطقی را دوست دارند و مصالح کشور را مورد توجه قرار داده و برایشان اهمیت دارد.»

- صادق زیباکلام، استاد دانشگاه تهران، از جمله افرادی بود که تفاهم هسته‌ای لوزان را موجب کم‌شده مخمصهٔ هسته‌ای ایران دانست و موجب باز شدن فضای سیاسی داخل ایران و متضرر شدن افرادی که به موجب تحریم کشور، منافعی برای خود تدارک دیده‌اند.

#### خارجی
سازمان‌های بین‌المللی
-  سازمان ملل متحد: بان کی‌مون، دبیرکل سازمان ملل متحد، از این توافق استقبال کرد و اعلام کرد که یک توافق جامع میان ایران و قدرت‌های جهان می‌تواند باعث همکاری همه کشورها برای رویارویی با چالش‌های مهم و جدی که با آن مواجه هستند، شود.
-  آژانس بین‌المللی انرژی اتمی: یوکیا آمانو، دبیرکل آژانس بین‌المللی انرژی اتمی، پس از حصول یک تفاهم سیاسی میان ایران و گروه ۱+۵ بر سر برنامه هسته‌ای ایران و چگونگی لغو تحریم‌های بین‌المللی این کشور بیانیه‌ای منتشر و از این تفاهم استقبال کرد. در این بیانیه آمده‌است که آژانس بین‌المللی انرژی اتمی از اعلام حصول یک توافق میان ایران و ۳+۳ که در آن پارامترهای کلیدی برنامه جامع اقدام مشترک تعیین شده است، استقبال می‌کند. آمانو در ادامه بیانیه خود آورده است که آژانس آماده است تا با حمایت شورای حکام به نقش خود برای راستی‌آزمایی اجرای اقدامات مرتبط هسته‌ای پس از آنکه این توافق نهایی شد، ادامه دهد.

دولت‌ها
- ایالات متحده آمریکا: باراک اوباما، رئیس‌جمهور ایالات متحده آمریکا، در نشست خبری خود پس از قرائت بیانیه تفاهم لوزان گفت: «آمریکا امروز به همراه متحدان و شرکا به یک تفاهم تاریخی با ایران رسید که اگر کاملاً اجرا شود ایران را از دستیابی به سلاح هسته‌ای باز می‌دارد. با ایران به یک توافق تاریخی، برد-برد و خوب رسیدیم، ایران حتی به خاطر تحریم‌ها نیز از برنامه هسته‌ای خود عقب نمی‌نشست و از مذاکره کنندگان خواستم کنگره را در جریان مذاکرات قرار بدهند. من همواره گفته‌ام که یک راه حل دیپلماتیک بهترین است، چون به یک راه حل کامل و فراگیر خواهد رسید اما همیشه این احتمال وجود دارد که ایران تقلب کند اما این توافق امکان فهمیدن تقلب ایران را بسیار خواهد کرد.»[۲۸]
- روسیه: سرگئی لاوروف، وزارت خارجه روسیه هم ضمن استقبال از بیانیه مشترک لوزان، آن را امری مثبت برای امنیت خاورمیانه دانست.[۲۹]
- انگلستان: فیلیپ هموند، وزیر امور خارجه انگلیس هم اعلام کرد توافقی که با ایران حاصل شد، پایه خوبی برای توافق بسیار عالی خواهد بود.[۳۰]
- فرانسه: فرانسوا اولاند، رئیس‌جمهور فرانسه هم در بیانیه‌ای گفت: «فرانسه همانند همیشه که همگام با شریکانش بوده، مراقب خواهد بود تا اطمینان حاصل کند که توافقنامه‌ای قابل راستی‌آزمایی ایجاد خواهد شد که جامعه بین‌المللی بتواند مطمئن باشد که ایران در موقعیتی نیست که به سلاح‌های هسته‌ای دست پیدا کند.»[۲۹]
- آلمان: فرانک والتر اشتاین‌مایر، وزیر خارجه آلمان در صفحه توئیتر وزارت خارجه کشورش بلافاصله پس از قرائت متن بیانیه توسط محمد جواد ظریف وزیر خارجه ایران و فدریکا موگرینی مسئول سیاست خارجی اتحادیه اروپا نوشت: «هدف ما رسیدن به توافقی قابل اطمینان بود که بتواند ایران را از دستیابی به سلاح هسته‌ای بازدارد. اگر ایران از قوانین مورد توافق عدول کند، تحریم‌ها مجدداً به جای خود بازخواهد گشت.»[۲۹]
- چین: وانگ یی، وزیر امور خارجه چین در تماسی تلفنی با جان کری وزیر امور خارجه آمریکا گفت چارچوب توافق هسته‌ای که این هفته با ایران به دست آمد، برای تقویت روابط چین و آمریکا نیز خوب است.[۳۱]
- جمهوری ترکیه: مولود چاووش اغلو، وزیر خارجه ترکیه به مذاکرات لوزان واکنش نشان داد و گفت آنکارا از تفاهمات به دست آمده‌استقبال می‌کند.[۲۹]
- جمهوری آذربایجان: وزارت امور خارجه جمهوری آذربایجان با صدور بیانیه‌ای از پیشرفت در مذاکرات ایران و کشورهای ۵+۱ استقبال کرد.[۳۲]
- ایتالیا: وزیر امور خارجه ایتالیا با استقبال از دستیابی ایران و گروه ۱+۵ به یک بیانیه سیاسی مشترک، گفت: توافق هسته‌ای نهایی می‌تواند تأثیرات مثبتی در ایران و دیگر مناطق بحرانی داشته باشد.[۳۳]
- عربستان سعودی: ملک سلمان بن عبدالعزیز، شاه سعودی ابراز امیدواری کرده‌است که دستیابی به توافق نهایی قدرت‌های جهانی با ایران، موجب تقویت امنیت منطقه و جهان شود.[۳۴]
- عراق: ابراهیم جعفری، وزیر خارجه عراق در کنفرانس مطبوعاتی در بغداد از توافق به عمل آمده میان ایران و پنج به علاوه یک استقبال کرد.[۳۵]
- عمان: بدر بوسعیدی، دبیر کل وزارت خارجه عمان در صفحه توئیتر خود در این خصوص نوشت، توافق بین‌المللی دستاوردی برای جامعه جهانی و یک پیروزی برای صلح و دیپلماسی صلح به‌شمار می‌رود.[۳۶][۳۷]
- قطر: تمیم بن حمد بن خلیفه آل ثانی، امیر قطر ابراز امیدواری کرد توافق اصولی به دست آمده در لوزان، امنیت و ثبات منطقه را محقق کند.[۳۶]
- استرالیا: دولت استرالیا با انتشار بیانیه‌ای از توافقات جدید انجام شده میان ایران و گروه ۱+۵ استقبال و آن را گامی در راستای حصول یک توافق تاریخی توصیف کرد.[۳۸]
- اتریش: ورنر فایمن، صدر اعظم اتریش توافق دربارهٔ موضوعات کلیدی برنامه اتمی ایران در لوزان سوئیس را تمجید کرده و گفت: «در هفته‌های آینده باید این قرارداد مبنای مطمئنی به حساب آمده و شرایطی فراهم شود که ترس‌ها و نگرانی‌ها کاهش پیدا کرده و اعتمادهای جدید ایجاد شود.»[۳۹]
- کره جنوبی: خبرگزاری رسمی کره جنوبی در گزارشی ضمن تقدیر از ایران و عملکرد تیم دیپلماسی این کشور، اعلام کرد: دنیا باید از ایران به خاطر روش‌های منطقی که در طول مدت مذاکرات در پیش گرفته بود، درس بگیرد.[۴۰]
- حزب‌الله لبنان: شیخ محمد یزبک، رئیس هیئت شرعی حزب‌الله لبنان اعلام کرد که جمهوری اسلامی ایران با رهنمون‌های مقام معظم رهبری و صبر و تسلیم نشدن در برابر تهدیدات دشمنان، در مذاکرات هسته‌ای پیروز شده‌است.[۴۱]

### منفی

#### داخلی
- محمود احمدی‌نژاد، رئیس جمهور سابق ایران در واکنش به این تفاهم در صفحه اینستاگرام خود عکسی را از خود منتشر کرد که در زیر آن نوشته شده بود: «روز توافق ژنو در یک مراسم ختم شرکت کرد. خبرنگار پرسید نظرتان چیست؟ پاسخ داد: شما فاتحه خواندی؟»

- حسین شریعتمداری که چند روز قبل از تفاهم هسته‌ای لوزان، پذیرش حق غنی‌سازی ایرانیان از جانب کشورهای عضو ۱+۵ را غیرممکن پیش‌بینی کرده بود، در خصوص بیانیه مشترک قرائت شده در پایان مذاکرات ایران و ۱+۵ که از سوی محمد جواد ظریف و فدریکا موگرینی قرائت شد، گفت: «نام توافق دو مرحله‌ای را بیانیه مطبوعاتی گذاشتیم. در یک کلمه باید گفت که اسب زین شده را داده‌ایم و افسار پاره تحویل گرفته‌ایم.»

- حمید رسایی، نماینده اصولگرای مجلس شورای اسلامی نیز گفت: امروز به جرات می‌گویم توافقنامه جدید لوزان عقب‌نشینی‌های بیشتری نسبت به توافقنامه ژنو دارد، تحریم‌ها باقی، توافقنامه دو مرحله‌ای، ابهامات متعدد در متن و ... در یک کلام خط قرمزهای صریح رهبر معظم انقلاب نقض شده‌است و دولت به جای همزبانی و همدلی با ملت در حال فضاسازی برای توجیه این کلاه گشادی است که بر سر گذاشته است.

- اسماعیل کوثری، عضو کمیسیون امنیت ملی و سیاست خارجی مجلس شورای اسلامی گفت: آمریکا در بیانیه لوزان به تمام خواسته‌های خود در مذاکرات هسته‌ای رسید اما ایران به خواسته اصلی خود که لغو کامل تحریم‌ها بود، نرسیده‌است. مذاکره کنندگان ایرانی تنها وقت کشی کردند.

- حمید روحانی، پژوهشگر و تاریخ‌نگار انقلاب اسلامی به عنوان سخنران پیش از خطبه‌های نماز جمعه تهران گفت: «انتشار این بیانیه نه تنها از نگرانی ملت ایران نکاست بلکه نگرانی‌ها را بیشتر کرد، نکند با این مذاکرات و انتشار این گونه بیانیه‌ها آرمان ملت ایران پایمال شود، خون شهدا پایمال شود. نکند هدف ملت ایارن که شعار «انرژی هسته‌ای حق مسلم ماست» از دست برود.»

- مهرداد بذرپاش، نماینده مردم تهران و عضو هیئت رئیسه مجلس شورای اسلامی گفت: «با اجرای توافق اخیر، باید مقدمات برگزاری مراسم ختم صنعت هسته‌ای را آماده کرد.»

- مهدی کوچک‌زاده، عضو فراکسیون اصولگرایان مجلس شورای اسلامی و نماینده مردم تهران در مجلس با بالا بردن پلاکاردی با مضمون اصل ۱۵۳ قانون اساسی مبنی بر ممنوعیت هر گونه قرارداد که موجب سلطه بیگانه شود، به تفاهم نامه لوزان اعتراض کرد.

#### خارجی
دولت‌ها
- دولت اسرائیل: بنیامین نتانیاهو، نخست وزیر اسرائیل گفت: «این تفاهم لوزان خیلی بدتر از چیزی است که فکر می‌کردم. تفاهم جدید بقای اسرائیل را به خطر می‌اندازد.»[۵۰]

مقام‌های اسراییلی به رسمیت شناختن رژیم صهیونیستی را به عنوان شرط رسیدن به توافق با ایران عنوان کردند که از سوی اوباما با پاسخ منفی روبرو شد.
- دولت کانادا: علیه تفاهم هسته‌ای لوزان موضع‌گیری و اعلام کرده که همچون دولت آمریکا نسبت به این تفاهم خوشبین نیست. در این راستا، این دولت اعلام کرد تحریم‌های موجود خود علیه ایران را کاهش نخواهد داد.[۵۲]

شخصیت‌ها
- ابوالحسن بنی‌صدر: وی مخالف تفاهم لوزان است و می‌گوید در حالی حرف از منافع ملی به میان می‌آید که قرار است تأسیسات و فعالیت‌های هسته‌ای ایران برای سال‌ها تعطیل شود این در حالی است که کشورهای دیگر در حال پیشرفت و به روزرسانی تجهیزات خود هستند. وی گفته‌است: «این یک توافق یک جانبه، به نفع آمریکا و به ضرر ایران است. ایران متعهد به لغو کلیه فعالیت‌ها است و اما غرب تنها تحریم‌ها را تعلیق خواهد کرد. مسئولان سعی دارند با دستکاری ترجمه به مردم بقبولانند که پیروز شده‌اند.»[۵۳]